# Meloja (dulce)
La meloja es un dulce producto de las levaduras de la miel tras un proceso de hervido y extracción de jugos. Con la adición  de zumos de otras frutas se consigue un producto similar a la mermelada. Es típico en diferentes localidades de Andalucía como Jerez de la Frontera o en varios municipios de la Sierra de Aracena y Picos de Aroche, en Huelva.
- Datos: Q6009774